# Peter Pontvik
Peter Pontvik, född 29 april 1963 i Köpenhamn, är en svensk tonsättare, ensembleledare, musikproducent och musikforskare.

## Uppväxt och utbildning
Pontvik växte upp i Uruguay där han studerade komposition, musikvetenskap och körledning i Montevideo under åren 1980 till 1986. I Stockholm utbildade han sig i komposition för bland andra Sven-David Sandström och Daniel Börtz mellan 1989 och 1992. I Karlsruhe, Tyskland studerade han komposition för Wolfgang Rihm och tidig musik för Hans-Georg Renner 1992 till 1993.

## Yrkesverksamhet
1989 vann Pontvik förstapriset i den ”18:de internationella tävlingen i körkomposition”, Tolosa, Spanien för körverket Amen.  Bland hans övriga kompositioner kan nämnas Candombe för blåsorkester och sångcykeln Norr om himlen samt Missa brevis.
Pontvik grundade 1995 Ensemble Villancico, i syfte att sprida renässansmusiksamlingen Cancionero de Upsala
. Sedan dess har ensemblen gett hundratals konserter i drygt 30 länder och då främst framfört den latinamerikanska barockmusiken från 1500- och 1600-talet.
Med Ensemble Villancico har Pontvik gett ut ett flertal skivor och spelat in ett antal radio- och TV-program. 2003 grammisnominerades CD:n Hyhyhy - the New Jungle Book of the Baroque. Ecuador Baroque, resultatet av ett forskningsprojekt i Ecuador. 2019 framförde de Missa super Lauda Jerusalem - Sveriges äldsta mässa från 1598 på Stockholm Early Music Festival. Konserten introduceras med en föreläsning av Mattias Lundberg, professor i musikvetenskap.

## Projekt
2002 grundade Peter Pontvik Stockholm Early Music Festival, som han fortfarande är konstnärlig ledare för och, 2006, NORDEM (Nordic Early Music), en sammanslutning av nordiska tidig musik-organisationer.
Mellan 2011 och 2015 var Pontvik ordförande i det europeiska nätverket REMA (Réseau Européen de Musique Ancienne/European Early Music Network). Han är initiativtagare till Early Music Day (f.d. European Day of Early Music) som sedan 2013 firas i hela Europa på Johann Sebastian Bachs födelsedag, den 21 mars.
Pontvik har varit verksam som nationell koordinator för SAMSPEL ett statligt uppdrag som bygger Sveriges framtida turnéstrukturer.

## Priser och utmärkelser
- 2004 "Årets eldsjäl" av Svenska Musikfestivaler
- 2010 "Swedish Early Music Award"
- 2010 Årets mungiga av Föreningen för Tidig Musik (FFTM)[7]
- 2021 Bo Bringborns minnespris för individuell skaparkraft, för sitt "oförtrutna arbete för den tidiga musiken".[8]
- 2025 Stockholm Chopped Challenge, för sitt ”enorma engagemang”.